# Günter Wendt
Günter F. Wendt (aussi orthographié Guenter Wendt) est un ingénieur aéronautique américain d'origine allemande, né le 28 août 1923 à Berlin et mort le 3 mai 2010 à Merritt Island. Il est connu pour son travail dans le cadre du programme des vols spatiaux habités américains.

## Biographie
Employé de McDonnell Aircraft puis de North American Aviation, il est responsable des équipes de fermeture des engins spatiaux aux rampes de lancement des programmes Mercury et Gemini (1961-1966) ainsi que de la phase habitée du programme Apollo (1968–1975) au centre spatial Kennedy. Son titre officiel est, à cette période, Pad Leader.

## Au cinéma et à la télévision
Le rôle de Guenter Wendt a été interprété dans un certain nombre de films et d'émissions de télévision sur le programme spatial américain, notamment :
- Apollo 13 (film, 1995), joué par Endre Hules ;
- From the Earth to the Moon (mini-série, 1998), joué par Max Wright (1 épisode) ;
- In Search of Liberty Bell 7 (documentaire, 1999), dans son propre rôle ;
- First Man : Le Premier Homme sur la Lune (film, 2018), joué par Steve Coulter.

## Sources
- [vidéo] Stardust - La Chaîne Air & Espace, « Guenter Wendt - Le "FÜHRER" du pas de tir », sur YouTube, 6 décembre 2019 (consulté le 28 janvier 2022)

- Notices d'autorité :   - VIAF
  - ISNI
  - LCCN
  - GND
  - WorldCat